# Martina Braun Wolgast
Martina Jenny Braun Wolgast, (även Charlie Braun) mer känd under sitt artistnamn Charly Q, född 5 juni 1987 i Göteborg, är en svensk popsångerska i musikgruppen Stockholm Syndrome (tidigare Love Generation).
Hon deltog i Idol 2005 där hon åkte ut i kvalfinalen. Med Stockholm Syndrome har hon bland annat tävlat i Melodifestivalen 2011 och 2012 under dåvarande namnet Love Generation.